# SN 1990K
SN 1990K – supernowa typu II odkryta 25 maja 1990 roku w galaktyce NGC 150. W momencie odkrycia miała maksymalną jasność 14,00m.